# Garden City (Kansas)
Garden City ist eine im 19. Jahrhundert gegründete Stadt im Westen des US-Bundesstaats Kansas mit 28.151 Einwohnern (Stand: Volkszählung 2020). Die Stadt ist der Verwaltungssitz und Hauptort des Finney County. Sie beherbergt das Garden City Community College und den Lee Richardson Zoo. Westlich von Garden City liegt die Kleinstadt Holcomb, Schauplatz des Vierfachmordes an der Clutter-Familie im Jahr 1959 und von Truman Capotes Tatsachenroman Kaltblütig.

## Städtepartnerschaften
- Ciudad Quesada
- Oristano

## Söhne und Töchter der Stadt
- Katherine Dunn (1945–2016), Schriftstellerin und Journalistin
- Joe Exotic (* 1963), Tierpfleger
- Victor Ortiz (* 1987), Profiboxer
- Roy Romer (* 1928), Politiker
- Ray Watson (1898–1974), Mittelstrecken- und Hindernisläufer
- John Zook (1947–2020), American-Football-Spieler